# Lou Roe
Louis "Lou" Marquel Roe (Atlantic City, Nova Jersey, 14 de juliol de 1972) és un exjugador de bàsquet professional de nacionalitat estatunidenca i amb passaport espanyol. La major part de la seva carrera esportiva va transcórrer en clubs europeus, principalment d'Espanya. Amb 2,00 metres d'altura i 114 quilos de pes, ocupava la posició de pivot.

## Biografia
Va iniciar la seva carrera a la Universitat de Massachusetts, la qual amb el pas del temps va acabar distingint-lo com un dels jugadors més importants que hi van passar, en incloure'l en el seu Hall of fame. El 1994 va ser internacional amb els Estats Units que va competir en els Goodwill Games.
Va ser escollit pels Detroit Pistons com a primera elecció de la 2a ronda (lloc 30 del global) del draft de 1995. A l'NBA hi va disputar dues temporades, la 1995-96 amb els Pistons i la 1996-97 amb els Golden State Warriors. En total va jugar-hi 66 partits, anotant 130 punts.
El 1997 jugà per primera vegada a Espanya, lloc on fet i fet desenvoluparia la major part de la seva carrera, després de fitxar per l'Unicaja Màlaga de la lliga ACB, lliga de la qual es va convertir en un dels jugadors més destacats, arribant a obtenir un total de 19 nominacions com a jugador de la setmana, 9 com a jugador del mes i el guardó de MVP de l'ACB de la temporada 2000-2001.
Va anunciar la seva retirada a principis de maig de 2012, després de jugar les dues últimes temporades de la seva carrera en el Regatas de Corrientes de la LNB argentina posant fi a una trajectòria de 17 anys competint a nivell professional.

## Trajectòria esportiva
- 1991-95 NCAA. University of Massachusetts.
- 1995-96. NBA. Detroit Pistons.
- 1996-97. NBA. Golden State Warriors.
- 1997-98. ACB. Unicaja de Málaga.
- 1998. CBA. Rockford Lightning.
- 1998-99. LEGA. Poli Cantú.
- 1999. NBA. Minnesota Timberwolves.
- 1999-00. CBA. Quad City.
- 2000. LEB. Club Basquet Inca.
- 2000-02. ACB. Gijón Baloncesto.  (mvp)
- 2002-04. ACB. Lucentum Alacant.
- 2004-06. ACB. CB Sevilla.
- 2006-07. Seoul SK Knights.
- 2007. LEB. Palma Aqua Mágica.
- 2007. ACB. Tau Vitoria.
- 2007-08. LEB. Palma Aqua Mágica.
- 2008. ACB. CB Murcia.
- 2008-09. ACB. Bruesa GBC.
- 2009-10. LEB. Tenerife Club de Baloncesto.
- 2010-11. LNBP. Halcones UV Xalapa.
- 2010-12. LNB. Club de Regatas Corrientes.